# Jose Moreno Brooks
Jose Moreno Brooks est un acteur américain né le 3 juillet 1985 à San José aux États-Unis.

## Biographie

### Origines et études
Jose Moreno Brooks grandi dans sa ville natale de San José et étudie au Bellarmine College Preparatory. Il est diplômé de l'université de Californie à Los Angeles en économie et en philosophie, mais il décide de poursuivre le mannequinat et de devenir acteur. Il a aussi été footballeur semi-professionnel.

### Carrière
Jose Moreno Brooks joue dans la série de MTV, One Bad Choice dans le rôle de Stephan Perez qui raconte son histoire en racontant celle de Jose. En février 2015, il est annoncé au casting de la série de NBC produite par Eva Longoria, Telenovela dans laquelle il joue le rôle de Gael Garnica.

## Filmographie

### Cinéma

#### Courts métrages
- 2010 : Before My Eyes de Andrew Baron-Vartian : Tyler Lopez
- 2016 : Wait on Rocket de Brian Bus : Johnny
- 2017 : Reunion de Celia Esguerra : Josh

#### Longs métrages
- 2015 : Mikael de Kordo Doski : Jesse Salcido (également producteur et éditeur)
- 2018 : Please Come With Me de Michael Ciulla : Charles

### Télévision

#### Séries télévisées
- 2010 : Big Time Rush : Cole (1 épisode)
- 2011 : The Nine Lives of Chloe King : Xavier (2 épisodes)
- 2012 : The Game : Ernesto (1 épisode)
- 2015 : One Bad Choice : Stephan Perez (1 épisode)
- 2015 - 2016 : Telenovela : Gael Garnica (11 épisodes)
- 2016 : Jane the Virgin : Greg (1 épisode)
- 2016  : Baby Daddy : Roger (3 épisodes)
- 2017 : Threadbare : Noah (1 épisode)
- 2018 : Mom : Alfonso (1 épisode)
- 2018 : Young and Hungry : Juancarlo (2 épisodes)